# Daniel Franck
Daniel Franck (ur. 9 grudnia 1974 w Lørenskog) – norweski snowboardzista, srebrny medalista igrzysk olimpijskich i mistrzostw świata.

## Kariera
W zawodach Pucharu Świata zadebiutował 8 lutego 1997 roku w Mount Bachelor, zajmując pierwsze miejsce w halfpipe’ie. Tym samym już w swoim debiucie nie tylko wywalczył pierwsze pucharowe punkty, ale od razu zwyciężył. W zawodach tych wyprzedził Kanadyjczyka Trevora Andrew i Fredrika Sternera ze Szwecji. W kolejnych startach jeszcze trzykrotnie plasował się w najlepszej trójce zawodów PŚ: 15 listopada 1997 roku w Tignes wygrał, a 18 stycznia 2001 roku w Kronplatz i 14 września 2005 roku w Valle Nevado był drugi. Najlepsze wyniki osiągnął w sezonie 1996/1997, kiedy to zajął 52. miejsce w klasyfikacji generalnej.
Pierwszy medal wywalczył na igrzyskach olimpijskich w Nagano w 1998 roku, zajmując drugie miejsce w halfpipe’ie. W zawodach tych rozdzielił Giana Simmena ze Szwajcarii i Rossa Powersa z USA. Na rozgrywanych cztery lata później igrzyskach w Salt Lake City był dziesiąty. W międzyczasie wywalczył srebrny medal na mistrzostwach świata w Madonna di Campiglio w 2001 roku. Tym razem uplasował się między swym rodakiem, Kimem Christiansenem i Markusem Hurme z Finlandii.
W 2006 r. zakończył karierę.

## Osiągnięcia

### Igrzyska olimpijskie
| Miejsce | Dzień     | Rok  | Miejscowość    | Konkurencja | Zwycięzca   |
| ------- | --------- | ---- | -------------- | ----------- | ----------- |
| 2.      | 12 lutego | 1998 | Nagano         | Halfpipe    | Gian Simmen |
| 10.     | 11 lutego | 2002 | Salt Lake City | Halfpipe    | Ross Powers |

### Mistrzostwa świata
| Miejsce | Dzień       | Rok  | Miejscowość          | Konkurencja | Zwycięzca        |
| ------- | ----------- | ---- | -------------------- | ----------- | ---------------- |
| 2.      | 27 stycznia | 2001 | Madonna di Campiglio | Halfpipe    | Kim Christiansen |
| DNS     | 22 stycznia | 2005 | Whistler             | Halfpipe    | Antti Autti      |

### Puchar Świata

#### Miejsca w klasyfikacji generalnej
- sezon 1996/1997: 52.
- sezon 1997/1998: 61.
- sezon 2000/2001: 64.
- sezon 2003/2004: -
- sezon 2005/2006: 112.

#### Miejsca na podium
1. Mount Bachelor – 8 lutego 1997 (halfpipe) - 1. miejsce
2. Tignes – 15 listopada 1997 (halfpipe) - 1. miejsce
3. Kronplatz – 18 stycznia 2001 (halfpipe) - 2. miejsce
4. Valle Nevado – 14 września 2005 (halfpipe) - 2. miejsce